# Milano violenta
Milano violenta è un film del 1976 diretto da Mario Caiano.
Pellicola italiana che fa capo al cosiddetto genere poliziottesco.

## Trama
Una banda di rapinatori decide di colpire la sede della società Aspex. La polizia interviene e solo due dei rapinatori riusciranno a fuggire col malloppo, mentre gli altri due saranno costretti a prendere degli ostaggi per scappare. La polizia inizia le indagini ma anche il capo della banda, il Gatto, si metterà alla caccia dei primi due scappati col bottino per ottenere i soldi e vendetta per la loro fuga.

## Produzione
Malgrado il titolo, il film non è stato girato a Milano, se non in qualche veloce sequenza iniziale.

### Titolo
Il titolo del film richiama Roma violenta, altro film del filone poliziottesco diretto da Marino Girolami ed uscito l'anno precedente, che ebbe un ragguardevole successo commerciale, ma in realtà non vi è nessun collegamento reale di trama tra le due pellicole.

## Colonna sonora
Gli autori della colonna sonora del film furono il gruppo musicale italiano i Pulsar (Pieranunzi, Chimenti), da non confondere l'omonimo gruppo prog francese dei Pulsar.
La colonna sonora è stata pubblicata in vinile da Cometa edizioni musicali nel 1976 come "Pulsar music ltd." CMT-2 , ristampata poi su vinile e cd nel 1999 dalla Plastic. Nel 2010 è stata ristampata da Cometa edizioni Musicali un'ulteriore edizione su CD con l'aggiunta di 4 tracce inedite.

## Distribuzione
Distribuito nei cinema italiani il 5 marzo 1976, Milano violenta ha incassato complessivamente 1.015.886.510 lire dell'epoca.